# Анастасия Ярославна
Анастасия Ярославна (на унгарски: Агмунда) е киевска княгиня и кралица на Унгария, съпруга на крал Андраш I.

## Произход и брак
Родена е през 1023 година в Киев, Киевска Рус. Тя е най-възрастната дъщеря на киевския княз Ярослав Мъдри и Ингегерд Шведска. Анастасия Ярославна е по-голяма сестра на френската кралица Анна Ярославна.
Около 1039 г. Анастасия е омъжена за унгарския принц Андраш. Той е син на Вазул, владетел на северозападните области на Унгария, днес главно част от Словакия. Според някои сведения майката на Андраш е дъщеря на български цар, Катун Анастасия.
Бракът на Анастасия и Андраш е сключен в Киев, където унгарският принц придружава баща си и брат си в търсене на подкрепа от Ярослав Мъдри срещу унгарския крал Ищван I. Братята се завръщат в Унгария през 1046 г., което поставя началото на езическото въстание Вата. С помощта на противниците на християнизацията Андраш успява да отстрани Петер Орсеоло и през 1047 г. е коронован за крал.

## Кралица на Унгария
Анастасия пристига в Унгария заедно със съпруга си. Вероятно по нейна молба Андраш I основава лаврата в Тихани за отшелниците, които пристигат в Унгария заедно с киевската княгиня. Анастасия Ярославна ражда на Андраш I три деца:
- Аделаида (ок. 1040 – 27 януари 1062)
- Шаламон (1053 – 1087)
- Давид (след 1053 – 1094)

През 1057 г., в противоречие с унгарската традиция на сеньората, Андраш I обявява петгодишния си син Шаламон за крал, опитвайки се да го направи свой наследник. Това предизвиква недоволството на брат му Бела, който през 1061 г. организира заговор за отстраняването на Андраш I. За да осигури безопасността на Анастасия и Шаламон, през същата година Андраш I ги изпраща в двора на Адалберт, маркграф на Австрия. Бела успява да детронира Андраш I, който умира малко след това.

## Следващи години
След смъртта на съпруга си, Анастасия повежда борба за трона на сина си. Тя търси подкрепа от императора на Свещената Римска империя, Хайнрих III, чиято сестра Юдит е сгодена за Шаламон през 1058 г. Когато войските на Хайнрих навлизат в Унгария, за да подкрепят Анастасия и сина ѝ, чичото на Шаламон – Бела I, умира на 11 септември 1063 г., а синовете му Геза, Ласло и Ламперт бягат в Полша. Така, благодарение на своите усилия, Анастасия успява да върне престола на сина си, който е коронован отново за крал на Унгария на 27 септември 1063 г. В чест на коронацията на Шаламон Анастасия подарява на херцог Отон III Баварски, който предвожда германските войски в Унгария, меч, за който се смятало, че е принадлежал на хунския вожд – Атила.
Малко по-късно Шаламон позволява в Унгария да се завърнат братовчедите му – Геза, Ласло и Ламперт, които признават правото му над унгарския престол. Синът на Анастасия управлява с тяхна помощ кралството до 1073 г. През 1074 г. тримата братя възстават против братовчед си и на 17 март 1074 г. успяват да го детронират. Крал Шаламон бяга на запад, където под негова власт остават комитатите Мосон и Пресбург.
Анастасия следва сина си в бягството му на запад, но между двамата възникват противоречия и тя се оттегля в Адмонтското абатство, където бившата кралица живее като монахиня до смъртта си, чиято дата не е известна. Предполага се, че е починала през 1074 или 1096 г.